# Радковцы
Радковцы (укр. Радківці) — село в Староконстантиновском районе Хмельницкой области Украины.
Население по переписи 2001 года составляло 191 человек. Почтовый индекс — 31127. Телефонный код — 3854. Занимает площадь 0,693 км². Код КОАТУУ — 6824283201.

## Местный совет
31127, Хмельницкая обл., Староконстантиновский р-н, с. Радковцы